# Pelle István
Pelle István (Budapest, 1907. július 26. – Buenos Aires, 1986. március 6.) kétszeres olimpiai bajnok tornász.

## Élete
Budapesten végezte el a középiskolát.
1925-től a Budapesti Budai Torna Egylet (BBTE), majd a Budapesti Torna Club (BTC) tornásza volt. 1928-tól 1936-ig szerepelt a magyar tornászválogatottban. Pályafutása alatt harmincötször nyert egyéni magyar bajnoki címet. 1930-ban nyújtón ő szerezte a magyar tornasport első világbajnoki aranyérmét. 1928 és 1936 között három olimpián vett részt. Az 1932. évi nyári olimpiai játékokon talajon és lólengésben olimpiai bajnoki címet szerzett, ezzel ő lett a magyar tornasport első olimpiai bajnoka. Ugyanezen az olimpián még két ezüstérmet és két pontszerző helyezést is elért, így összesen harminchárom olimpiai pontot szerzett a magyar csapatnak.
1936-ban iratkozott be az Erzsébet Tudományegyetemre, és állam- és jogtudományi diplomát szerzett. A második világháború után a tengerentúlra távozott, és artistaként járta a világot. Később Argentínában telepedett le.

## Sporteredményei
- kétszeres olimpiai bajnok (1932: talaj, lólengés)
- kétszeres olimpiai 2. helyezett (1932: összetett egyéni, korlát)
- kétszeres olimpiai 4. helyezett (1932: csapat, akrobatikus ugrás)
- olimpiai 5. helyezett (1932: nyújtó)
- olimpiai 6. helyezett (1932. lóugrás)
- világbajnok (1930: nyújtó)
- világbajnoki 4. helyezett (1930: csapat)
- világbajnoki 5. helyezett (1930: gyűrű)
- negyvenegyszeres magyar bajnok
  - összesített egyéni (1927, 1928, 1929, 1930, 1931, 1932, 1936)
  - lólengés (1927, 1928, 1929, 1930, 1931, 1932, 1936)
  - talaj (1931, 1932, 1936)
  - gyűrű (1925, 1927, 1928, 1929, 1930, 1931, 1932, 1936)
  - korlát (1925, 1927, 1928, 1931, 1932)
  - nyújtó (1929, 1930, 1931, 1932, 1936)
  - csapat (1925, 1927, 1928, 1929, 1930, 1931)

## Díjai, elismerései
- A magyar tornasport halhatatlanja (2013)[3]

## Emlékezete
- Pelle István utca Üllőn